# Ліцишеви
Ліцишеви (пол. Liciszewy, нім. Lietzengrund) — село в Польщі, у гміні Черніково Торунського повіту Куявсько-Поморського воєводства.
Населення — 272 особи (2011).
У 1975-1998 роках село належало до Влоцлавського воєводства.

## Демографія
Демографічна структура станом на 31 березня 2011 року:
|          | Загалом | Допрацездатний вік | Працездатний вік | Постпрацездатний вік |
| -------- | ------- | ------------------ | ---------------- | -------------------- |
| Чоловіки | 146     | 30                 | 103              | 13                   |
| Жінки    | 126     | 25                 | 80               | 21                   |
| Разом    | 272     | 55                 | 183              | 34                   |